# Улица Ворошилова (Воронеж)
Улица Ворошилова — улица Воронежа, которая начинается от улицы 20 лет Октября, заканчивается у ул. Кривошеина и идёт вдоль улицы Моисеева.

## История
Предшественником улицы можно считать старую дорогу в село Петино - Петинский выезд. 
В конце XIX - начале XX века юго-западная окраина Воронежа, относящаяся к Чижовской слободе, начала активно осваиваться, и на Петинском выезде стали появляться первые жилые дома. Вслед за Ново-Митрофановским кладбищем и глиняным карьером был построен ипподром, а во время Первой Мировой Войны, в 1917 году, Главное артиллерийское управление приступило к сооружению завода взрывателей на Петинском выезде. На строительстве использовался труд австрийских военнопленных. Корпуса были построены, но Октябрьская революция изменила планы властей, и в 20-е годы завод переоборудовали под мясокомбинат.
Юго-западнее, на удалении от мясокомбината, в 1928 году построили авиазавод №16, выпускавший авиационные двигатели. Для рабочих авиационного завода, напротив, через дорогу, был построен комплекс жилых домов в стиле сталинского ампира, Петинский выезд покрыли асфальтом, пустили трамвай. С 1936 года Петинский выезд стал считаться частью Кольцовской улицы. Улица длилась до нынешнего перекрёстка с улицей Космонавтов, где располагался небольшой военный городок, за которым начинался аэродром. Именно оттуда 2 августа 1930 года был осуществлён первый парашютный десант, считающийся днём рождения ВДВ.
В послевоенные годы улица продолжила рост в юго-западном направлении. Вернувшийся из эвакуации авиазавод № 16 превратился в Воронежский механический завод. К 1967 году открылся Дворец Культуры им. 50-летия Октября механического завода.
В 1976 году на перекрёстке с улицами Космонавтов и Колесниченко открыт памятник лётчикам - самолёт МиГ-21. Со строительством микрорайона Юго-Западный улица окончательно оформилась в нынешних рамках, упёршись в здание Трамвайного парка № 3, открытого в 1981 году.
Своё современное название улица получила в 1975 году в честь известного советского военно-государственного деятеля, К. Е. Ворошилова, когда бывший Петинский выезд выделили из Кольцовской улицы. Климент Ефремович принимал участие в боевых действиях на территории Воронежского края в 1919 году, приезжал в Воронеж в 1924 году, выступал на площади III Интернационала.

## Примечательные здания
- № 1а — спортивный комплекс "Энергия", в настоящее время на месте которого расположен жилой комплекс.
- № 18 — Воронежский политехнический техникум
- № 19 — Дворец культуры имени 50-летия Октября В народе его чаще называли просто — «Полтинник». Здание принадлежало Государственному космическому научно-производственному центру имени Хруничева. Летом 2021 года Дворец культуры и прилегающую территорию с садом продали застройщику, который в марте 2022 года Дворец снёс[2].
- № 20 — Конструкторское бюро химавтоматики
- № 22 — Воронежский механический завод

## Транспорт
Улица Ворошилова является крупной транспортной артерией, соединяющей Юго-Западный район с центром Воронежа. 
По улице в настоящее время проходит 28 маршрутов: 15 - автобусных и 13 - маршрутных такси.
До 15 апреля 2009 года по улице курсировал трамвай № 1. В период максимального развития по улице ходили 4 маршрута: № 1, № 8, № 18, № 19. Трамвайные пути ликвидированы в 2010 году.